# Rudolf Karl Bultmann
Rudolf Karl Bultmann (20 de agosto de 1884-30 de julio de 1976) fue un teólogo protestante alemán.

## Trayectoria
Es considerado el autor más importante de la última etapa de la denominada  "antigua búsqueda del Jesús histórico". Protagonizó el escepticismo histórico que marcó el final de esta etapa. Algunos autores llamaron a esta época de escepticismo, que abarcó casi toda la primera mitad del siglo XX, "la no-búsqueda" ("no-quest").
Tras ser rechazados como fuentes de acceso al Jesús histórico los evangelios de Juan (por Strauss), Mateo y Lucas (por Weisse y Wilke), y, finalmente, Marcos (por Wrede y Schmidt), Bultmann retoma la idea de Kähler de renunciar al Jesús histórico como alguien del pasado, sin importancia, al que no se puede acceder, y centrarse en el Cristo de la fe, que, según Bultmann, es lo único que importa.
Siguiendo la idea propuesta por varios autores de la Escuela de la historia de las religiones, como Hans-Joachim Schoeps, defiende la teoría de la helenización del judeocristianismo primitivo, que Pablo de Tarso realiza por influencia de las religiones mistéricas y el gnosticismo. Así, de ser un simple maestro de preceptos morales y esperanzas apocalípticas, Jesús el galileo habría sido sublimado por la Iglesia helenista en una figura con rasgos míticos. Bultmann presenta esta tesis en Historia de la tradición sinóptica (1921), donde concluye que el relato histórico presente en los escritos neotestamentarios no resulta fiable. Es por ello que ha sido calificado como el teólogo de la «desmitificación».

## Obra
- Die Geschichte der synoptischen Tradition. (Göttingen, 1921)
- Jesus (Berlín, 1926)
- Das Verhältnis der urchristlichen Chirstusbotschaft zu historischen Jesus (Heidelberg, 1960)